# Prinsestraat (Den Haag)

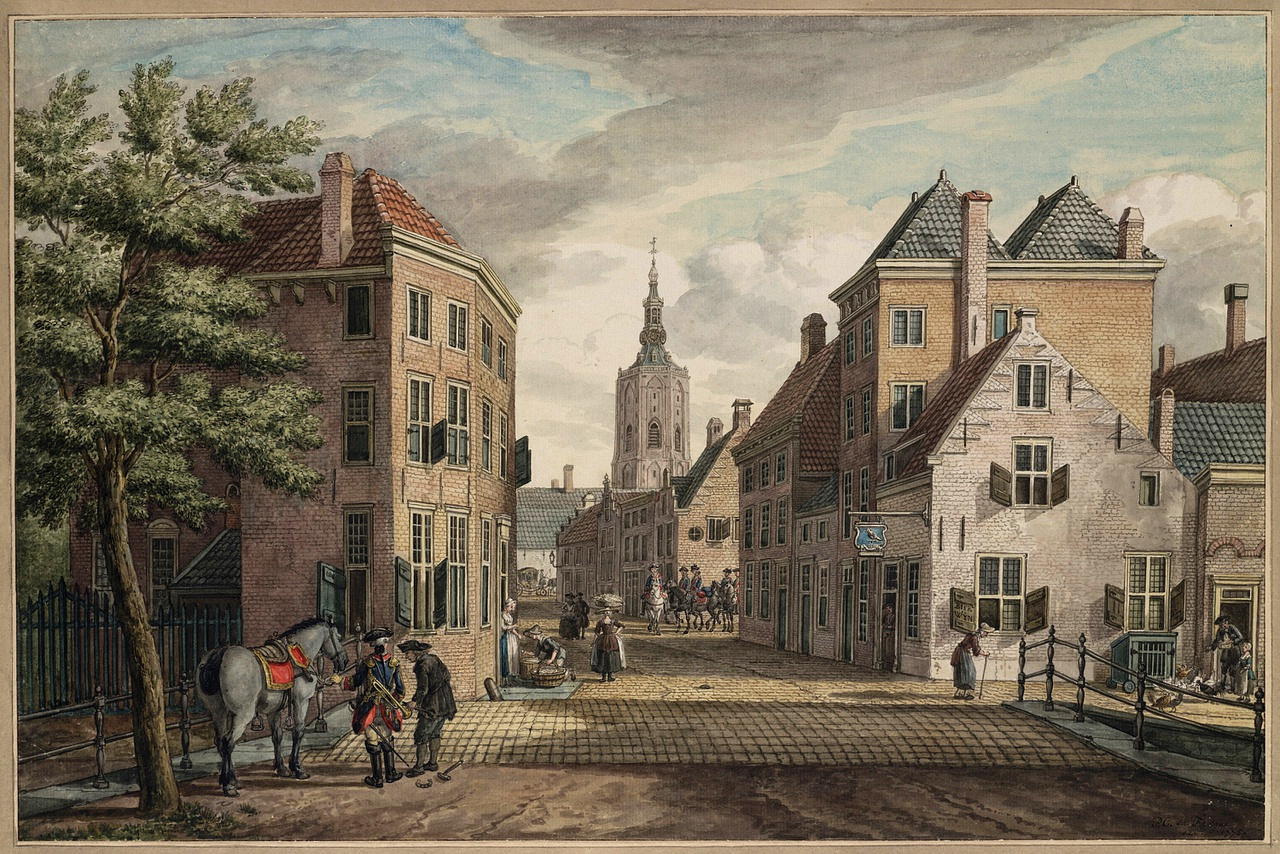
De Prinsestraat in 1775. Penseel in waterverf door Paulus Constantijn la Fargue. Op de achtergrond de toren van de Grote of Sint-Jacobskerk

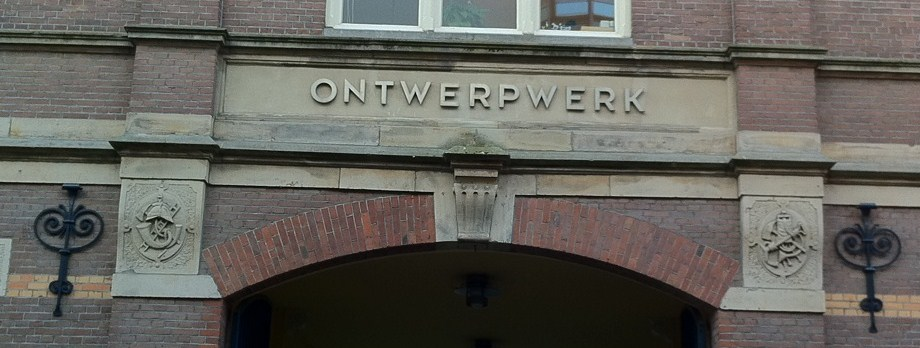
Voormalige brandweerkazerne

De Prinsestraat in Den Haag is een oude straat binnen de Haagse grachtengordel. Hij is het verlengde van de Prinsessewal, die langs de achterkant van de Paleistuin loopt, en komt uit op het Kerkplein. De Prinsestraat is een drukke, smalle straat met eenrichtingsverkeer.
De straat wordt al vermeld in 1646 onder de naam Jonge Princenstraat en is vernoemd naar Willem II van Oranje, de oudste zoon van Frederik Hendrik. Het oudste deel is van de Prinsessewal tot de Molenstraat. Tussen de Molenstraat en de Nobelstraat lag het oude Hofje van Dam. In 1884 werd het hofje onteigend. De bewoners verhuisden naar de Lange Beestenmarkt zodat het hofje gesloopt kon worden en de Prinsestraat verlengd kon worden tot aan het Kerkplein. 
Tot die tijd moest al het verkeer, en dat werd steeds meer, zich door nauwe straatjes wringen. Dat leidde tot opstoppingen.
In de straat bevond zich ook een hoofdkazerne van de Haagse brandweer. Aan weerszijden van de poort van dit pand zijn oude symbolen van de brandweer, zoals helm, bijl en ladder, nog te zien.
Tegenover de brandweerkazerne is het Corso theater. Ook aan de overzijde was, bij het Kerkplein, het hoofdpostkantoor gevestigd.
In het begin van de 20ste eeuw werd er een doorbraak gemaakt van de Sint Jacobskerk naar de Noordwal zodat de Torenstraat ontstond die de drukke Prinsestraat kon ontlasten. De Prinsestraat was ook een doorbraak, maar was toen al zo druk geworden dat een nieuwe doorbraak via de Torenstraat nodig was.
In 1887 ging paardentramlijn C door de straat rijden. Die reed tussen het oude stadhuis en de Grote Kerk door, en via de Dagelijkse Groenmarkt. In 1906 werd dit de elektrische lijn 3. In 1928 ging lijn 3 via de nieuwe Vondelstraat rijden, en sindsdien rijden er geen trams meer door de straat.
Straten: Achterom · Alexanderstraat · Van Alkemadelaan · Amaliastraat · Amsterdamse Veerkade · Benoordenhoutseweg · Bezuidenhoutseweg · Cantaloupenburg · Denneweg · Fluwelen Burgwal · Geest · Gravenstraat · Groenewegje · Groot Hertoginnelaan · Grote Marktstraat · Herengracht · Heulstraat · Hogewal · Hooigracht · Javastraat · Juffrouw Idastraat · Kazernestraat · Kneuterdijk · Korte Vijverberg · Korte Voorhout · Laan Copes van Cattenburch · Laan van Meerdervoort · Laan van Nieuw Oost-Indië · Lange Beestenmarkt · Lange Poten · Lange Vijverberg · Lange Voorhout · Lijnbaan · Mallemolen · Mauritskade · Melis Stokelaan · Van Merlenstraat · Molenstraat · Nassaulaan · Nieuwe Haven · Nieuwe Schoolstraat · Nieuwe Uitleg · Nobelstraat · Noordeinde · Oude Boomgaardstraat · Oude Molstraat · Parkstraat · Paviljoensgracht · Piet Heinstraat · Prinsegracht · Prinsessegracht · Prinsestraat · Rijswijkseweg · Riouwstraat · Schalk Burgerstraat · Schedeldoekshaven · Schelpkade · Schenkkade · Scheveningseveer · Scheveningseweg · Schuddegeest · Slijkeinde · Smidswater · Sophialaan · Sportlaan · Spui · Spuistraat · Surinamestraat · Theresiastraat · Torenstraat · Tournooiveld · Trekvlietplein · Turfmarkt · Vaillantlaan · Vondelstraat · Wagenstraat · Weimarstraat · Westeinde · Wijnhaven · Witte de Withstraat · Zeestraat

Pleinen: Alexanderplein
· Anna Paulownaplein
· Bankaplein
· Binnenhof
· Buitenhof
· Burgemeester De Monchyplein
· Clioplein
· Elandplein 
· Esperantoplein
· Groenmarkt
· Grote Markt
· Hofplaats
· Kerkplein
· Koningsplein
· Loosduinse Hoofdplein
· Malieveld
· Muzenplein
· Nassauplein
· Plaats
· Plein
· Plein 1813
· Prins Hendrikplein
· Prinsenvinkenpark
· Regentesseplein
· Rond de Grote Kerk
· Spuiplein
· Tournooiveld
· Vaillantplein
· Varkenmarkt
· Visbanken
· Wijnhaven
1. 1 2  Den Haag toen en nu, uitgave van Illustra en gemeentearchief, 1992.
2. ↑  Railatlas tramlijnen Den Haag en omstreken vanaf 1864, J. Blok & D.v.d. Spek, uitgeverij de Alk, 2009.